# 帕查盧姆
14°55′37″N 90°39′54″W / 14.92694°N 90.66500°W
帕查盧姆（西班牙語：Pachalum），是危地馬拉的城鎮，位於該國中西部，由基切省負責管轄，面積100平方公里，海拔高度1,210米，2002年人口7,037，人口密度每平方公里70.37人。